# Glenea lepida
Glenea lepida es una especie de escarabajo del género Glenea, familia Cerambycidae. Fue descrita científicamente por Newman en 1842.
Habita en Filipinas. Esta especie mide 14-16 mm.